# Liste de racines grecques (lettre D)
Pour un article plus général, voir Racine grecque.
| Racine                                                                | Origine grecque                                                                                            | Sens | Exemples de mots comportant la racine |
| --------------------------------------------------------------------- | --- | --- | --- |
| -dacn-                                                                | δάκνω (dáknô)                                                                                              | Mordre | Dacnis, Adacna, Didacna, Monodacna, Tridacne |
| dacryo- ; lacrym-, lacrymo-, lacrim-                                  | δακρύω (dacrúô) → δάκρυ (dácru) ; δάκρuμα (dácruma)                                                        | Pleurer → larme ; larme | Dacryoadénite, Dacryocystite, Dacryocyte, Dacryogène, Dacryolithe ; Lacrima Christi, Lacryma Christi, Lacrymal, Lacrymatoire, Lacrymogène |
| -dactyl-                                                              | δάκτυλος (dáktulos)                                                                                        | Doigt | Dactyle, Dactyliothèque, Dactylogramme, Dactylographie, Dactylologique, Dactylophasie, Dactylopodite, Dactyloptère, Dactyloscopie, Dactylospore, Dactylozoïde, Acanthodactyle, Arachnodactylie, Artiodactyle, Brachydactylie, Camptodactylie, Clinodactylie, Macrodactyla, Macrodactyle, Macrodactylie, Macrodactylus, Microdactyle, Périssodactyle, Polydactylie, Ptérodactyle, Syndactylie, Sténodactylographie |
| dam-                                                                  | δαμάζω (damázô) → ἀδάμας, -αντος (adámas, -antos) ; ἀδάμαστος (adámastos)                                  | Soumettre, domestiquer, vaincre → acier, diamant ; indompté, indomptable | voir -damant- |
| -damant-, adamant- ; dam- ; diamant ; aimant                          | δαμάζω (damázô) → ἀδάμας, -αντος (adámas, -antos) ; ἀδάμαστος (adámastos)                                  | Soumettre, domestiquer, vaincre → acier, diamant ; indompté, indomptable | Adamantane, Adamantin ; Damastès, Damien, Léodamas ; Diamant ; Aimant |
| daphn-                                                                | δάφνη (dáphnê)                                                                                             | Laurier | Daphné1, Daphné2, Daphné3, Daphnie, Daphnis1, Daphnis2 |
| dasy-                                                                 | δασύς (dasús)                                                                                              | Touffu, poilu, velu, dense, épais | Dasychira, Dasypelte, Dasypode, Dasyure |
| dauphin                                                               | δελφίς, -ῖνος (delphís, -ínos)                                                                             | Dauphin | voir delphin- |
| -déc-                                                                 | δέκα (déka)                                                                                                | Dix | voir -déca- |
| -déca- ; -déc-                                                        | δέκα (déka)                                                                                                | Dix | Décadactyle, Décade, Décadrachme, Décaèdre, Décagone, Décalogue, Décaméron, Décamètre, Décane, Décanoïque, Décapode, Décasyllabe, Décathlon, Décyle, Dodécaèdre, Dodécagone, Dodécaphonisme, Dodécasyllabe ; Chlordécone, Undécylénique |
| -decte                                                                | δέχομαι (dékhomai)                                                                                         | Recevoir, accepter, prendre, recueillir, accueillir | Théodecte |
| dédal-                                                                | Δαίδαλος (Daídalos) ; δαίδαλος (daídalos)                                                                  | Dédale (sculpteur de Knôsos en Crète, contemporain de Minos) ; travaillé avec art, travaillé en relief                                                                         | Dédale, Dédaléen |
| déict-                                                                | δείκνυμι(deíknumi) → δίκη(díkê) ; δεῖξις(deĩxis) ; δεῖγμα(deĩgma)                                          | Montrer, montrer par la parole, exposer, expliquer, signaler → usage, règle, procès, décision, jugement ; exhibition, citation, déclaration ; manifestation, spécimen, exemple | voir -digme |
| déim-, -dim-                                                          | δεῖμα (deĩma)                                                                                              | Crainte, frayeur, épouvantail | Déimos, Adimante |
| dein-, deino-                                                         | δεινός (deinós)                                                                                            | Terriblement grand, effrayant | voir dino- |
| deix-                                                                 | δείκνυμι(deíknumi) → δίκη(díkê) ; δεῖξις(deĩxis) ; δεῖγμα(deĩgma)                                          | Montrer, montrer par la parole, exposer, expliquer, signaler → usage, règle, procès, décision, jugement ; exhibition, citation, déclaration ; manifestation, spécimen,exemple  | voir -digme |
| délét-                                                                | δηλέομαι (dêléomai) → δηλητήριος (dêlêtếrios)                                                              | Blesser, endommager, nuire → Nuisible, pernicieux | Délétère |
| delphac-, -delphax                                                    | δέλφαξ, -ακος (délphax, -akos)                                                                             | Cochon, porcelet, petite chose insignifiante | Delphacidae, Delphax1, Delphax2 |
| -delphe-                                                              | δελφύς (delphús)                                                                                           | Matrice | Delphes, Amphidelphe, Didelphe, Monodelphe ; voir aussi -adelph- |
| delphin- ; dauphin                                                    | δελφίς, -ῖνος (delphís, -ínos)                                                                             | Dauphin | Delphinarium, Delphinidés, Delphinium ; Dauphin1, Dauphin2, Dauphiné, Dauphinelle |
| -delt-                                                                | δέλτα (délta)                                                                                              | Lettre grecque delta (δ, Δ), delta (embouchure), pénil | Delta1, Delta2, Delta3, Deltacisme, Deltaèdre, Deltaïque, Deltaplane, Deltoïde, Vélideltiste |
| delti-                                                                | δέλτος (déltos) ; δελτίον (deltíos)                                                                        | Tablette pour écrire ; petite tablette pour écrire | Deltiologie |
| -dem-                                                                 | δέμω (démô) → δέμας (démas) ; δῶμα (dõma) ; δόμος (dómos)                                                  | Construire, bâtir → charpente du corps, stature, taille ; maison, demeure, construction, salle, temple, famille, toit ; construction, maison, demeure, temple                  | voir -dom- |
| -dém-                                                                 | δῆμος, -ου (dẽmos, -ou)                                                                                    | Peuple | voir démo-1 |
| -dème                                                                 | δῆμος, -ου (dẽmos, -ou)                                                                                    | Peuple | voir démo-1 |
| démét-, démétr- ; dimitr-                                             | Δημήτηρ (Dêmếter)                                                                                          | Dèmèter (déesse de la nature) | Déméter, Démétrios1, Démétrios2, Démétrius1, Démétrius2 ; Dimitri |
| démo-1, -dém-, -dème                                                  | δῆμος, -ου (dẽmos, -ou)                                                                                    | Peuple | Démagogie, Dème, Démiurge, Démocratie, Démocrite, Démographie, Démonyme, Démosthène, Démotique, Académie, Apodème1, Apodème2, Endémie, Épidémie, Eudème, Euthydème, Nicodème1, Nicodème2, Pandémie |
| démo-2                                                                | δημός, -οῦ (démos, -oũ)                                                                                    | Graisse animale | Demodex |
| démon-, -demon-, démono-                                              | δαίμων (daímôn)                                                                                            | Dieu, déesse, dieu (inférieur), démon | Démon, Démonologie, Démonomanie, Agathodémon, Eudémonisme, Eudémonologie, Pandemonium |
| dendr-                                                                | δένδρον(déndron)                                                                                           | Arbre | voir -dendro- |
| -dendro-, dendr-                                                      | δένδρον(déndron)                                                                                           | Arbre | Dendrifuge, Dendrite1, Dendrite2, Dendrobate, Dendrobie, Dendrobium, Dendrochronologie, Dendroctone, Dendrocygne, Dendrogramma, Dendrogramme, Dendrographe, Dendrolague, Dendrolimax, Dendrolimus, Dendrolithe, Dendrologie, Dendrométrie, Dendromus, Dendrophage, Dendrophile, Dendrophilie, Dendrophore, Dendrophyllie, Dendrosome, Balsamodendron, Caryodendron, Clérodendron, Halimodendron, Lepidodendron, Monadodendron, Phellodendron, Philodendron, Rhododendron, Ricinodendron, Sidérodendron |
| déont-                                                                | δεῖ (deĩ) → δέον, -οντος (déon, -ontos)                                                                    | Il faut → ce qu'il faut, ce qui convient | Déontique, Déontologie |
| der-1                                                                 | δειρή (deirế), δέρη (dérê)                                                                                 | Cou | Déradelphe, Dérodyme |
| der-2                                                                 | δρῦς(drũs) → δρυπετής (drupetếs)                                                                           | Arbre, (en particulier) chêne → qui murît sur l'arbre, qui tombe spontanément de l'arbre, mûr                                                                                  | voir drup- |
| -derm-                                                                | δέρω(dérô) → δέρμα (dérma) ; δρύπτω(drúptô)                                                                | Écorcher, retirer la peau d'un animal, maltraiter → peau ; écorcher, égratigner, déchirer                                                                                      | Dermaptère, Dermatologie, Dermatofibrosarcome, Dermatose, Derme, Dermite, Dermoptère, Diadermique, Échinoderme, Ectoderme, Endoderme, Épiderme, Érythrodermie, Hypoderme, Intradermique, Intradermoréaction, Mésoderme, Pachyderme, Sclérodermie, Xérodermie |
| -dèse                                                                 | δέω (déô) → δέσις (désis) ; δεσμός (desmós)                                                                | Lier, attacher → action de lier ; lien, ligament, ligature, corde, faisceau | voir -desm- |
| -dési-                                                                | δαίω (daíô) → -δαισία(daisía)                                                                              | Partager → division | Géodésie, iSélénodésie |
| -desm- ; -dèse ; -dète                                                | δέω (déô) → δέσις (désis) ; δεσμός (desmós)                                                                | Lier, attacher → action de lier ; lien, ligament, ligature, corde, faisceau | Desmodonte, Desmodontite, Desmologie, Desmolase, Desmopathie, Desmosome, Plasmodesme, Syndesmose, Syndesmologie, Syndesmotome ; Allosyndèse, Asyndèse, Arthrodèse, Ténodèse ; Asyndète, Polysyndète |
| désoxy-                                                               | ὀξύς (oxús)                                                                                                | Piquant, aigu, acide | voir -oxy- |
| -dète                                                                 | δέω (déô) → δέσις (désis) ; δεσμός (desmós)                                                                | Lier, attacher → action de lier ; lien, ligament, ligature, corde, faisceau | voir -desm- |
| deuk-                                                                 | δευκής (deukếs)                                                                                            | Doux | Dioscure Poludeukếs (Pollux) |
| -deut(éro)- ; deuto-                                                  | δεύτερος (deúteros)                                                                                        | Second | Deutéragoniste, Deutéranomalie, Deutéranopie, Deutérium, Deutéron, Deutéronome ; Deutocérébron, Deuton, Deutoneurone, Deutoplasma |
| deuto-                                                                | δεύτερος (deúteros)                                                                                        | Second | voir -deut(éro)- |
| -dex                                                                  | δῆξις (dễxis)                                                                                              | Morsure | Demodex |
| di-1 ; dicho- ; dy-1, -dys3 ; -dym-1, -dyme1, -didyme ; -dymite ; do- | δι- (di-)(préfixe), δυ- (du-)(préfixe) ; δύο, génitif δυοῖν (dúo, duoῖn) ; δίχα (díkha) ; δίδυμος(dídumos) | bi- (préfixe français) ; deux ; en deux, séparément, excepté ; jumeau | Diatomique, Dichèle, Dicotylédone, Didymalgie, Didyme, Didymus, Dièdre, Diérèse, Digramme, Dilemme, Dimère, Dimorphisme, Diode, Dioïque, Diopside, Diopsis, Dioptre, Dioxine, Diphénol, Diphtongue, Diplôme, Dipneuste, Dipôle, Diptère, Distique, Diptyque, Dithyrambe ; Dichogamie, Dicholophe, Dichopétale, Dichoptère, Dichotome, Dichotomie, Dichotomophylle ; Dyadique, Dyarchie, Hendiadys, Paradiastole ; Dérodyme, Didymalgie, Didyme1, Didyme2, Didyme3, Didymium, Didymus, Épididyme, Épididymite, Néodyme, Praséodyme, Xiphodyme ; Tétradymite, Tridymite ; Dodécaèdre, Dodécagone, Dodécaphonisme, Dodécasyllabe |
| di-2                                                                  | διά (diá)                                                                                                  | À travers | voir -dia- |
| di-3                                                                  | δῖος (dῖos)                                                                                                | Qui vient de Zeus, divin | voir dio- |
| -dia- ; dié- ; di-2                                                   | διά (diá)                                                                                                  | À traversg | Diable, Diabolique, Diadoque, Diagnostic, Diagonale, Diagramme, Dialecte, Dialogue, Dialyse, Diamètre, Diaphane, Diaphore, Diaphyse, Diarrhée, Diaspora, Diastase, Diasyrme, Diathèse, Diatomée, Diatopique, Diatribe, Adiabatique, Épidiascope, Hendiadys ; Diégèse, Diégétique, Diélectrique, Diérèse,Dièse ; Diorama, Diurèse, Diurétique |
| diabét-, diabèt-                                                      | διαβαίνω (diabaínô) → διαβήτης (diabêtês)                                                                  | Écarter, traverser, franchir → siphon, copas, fil à plomb | Diabète, Diabétique, Diabétologue |
| diamant                                                               | δαμάζω (damázô) → ἀδάμας, -αντος (adámas, -antos) ; ἀδάμαστος (adámastos)                                  | Soumettre, domestiquer, vaincre → acier, diamant ; indompté, indomptable | voir -damant- |
| dic-                                                                  | δείκνυμι(deíknumi) → δίκη(díkê) ; δεῖξις(deĩxis) ; δεῖγμα(deĩgma)                                          | Montrer, montrer par la parole, exposer, expliquer, signaler → usage, règle, procès, décision, jugement ; exhibition, citation, déclaration ; manifestation, spécimen,exemple  | voir -digme |
| dicho-                                                                | δι- (di-)(préfixe), δυ- (du-)(préfixe) ; δύο, génitif δυοῖν (dúo, duoῖn) ; δίχα (díkha) ; δίδυμος(dídumos) | bi- (préfixe français) ; deux ; en deux, séparément, excepté ; jumeau | voir di-1 |
| -dict-                                                                | δείκνυμι(deíknumi) → δίκη(díkê) ; δεῖξις(deĩxis) ; δεῖγμα(deĩgma)                                          | Montrer, montrer par la parole, exposer, expliquer, signaler → usage, règle, procès, décision, jugement ; exhibition, citation, déclaration ; manifestation, spécimen,exemple  | voir -digme |
| -didact- ; didas-                                                     | διδάσκω (didaskô) ; διδακτός (didaktós)                                                                    | Enseigner ; enseigné, appris, instruit | Didacticiel, Didactique, Autodidacte ; Didascalie |
| didas-                                                                | διδάσκω (didaskô) ; διδακτός (didaktós)                                                                    | Enseigner ; enseigné, appris, instruit | voir -didact- |
| -didyme                                                               | δι- (di-)(préfixe), δυ- (du-)(préfixe) ; δύο, génitif δυοῖν (dúo, duoῖn) ; δίχα (díkha) ; δίδυμος(dídumos) | bi- (préfixe français) ; deux ; en deux, séparément, excepté; jumeau | voir di-1 |
| dié-                                                                  | διά (diá)                                                                                                  | À travers | voir -dia- |
| -digme ; -dict-, déict-, deix- ; dic- ; -lice                         | δείκνυμι(deíknumi) → δίκη(díkê) ; δεῖξις(deĩxis) ; δεῖγμα(deĩgma)                                          | Montrer, montrer par la parole, exposer, expliquer, signaler → usage, règle, procès, décision, jugement ; exhibition, citation, déclaration ; manifestation, spécimen, exemple | Paradigme ; Déictique, Deixis, Épidictique ; Dicastère, Hérodicos, Prodicos, Syndic, Syndicat ; Police,(d'assurance) |
| -dim-                                                                 | δεῖμα (deĩma)                                                                                              | Crainte, frayeur, épouvantail | voir déim- |
| dimitr-                                                               | Δημήτηρ (Dêmếter)                                                                                          | Dèmèter (déesse de la nature) | voir démétr- |
| din(o)- ; dein-, deino-                                               | δεινός (deinós)                                                                                            | Terriblement grand, effrayant | Dinarque, Dinichthys, Dinobryon, Dinoceras, Dinocrate1, Dinocrate2, Dinocyon, Dinoderus, Dinophycée, Dinophyte, Dinopis, Dinornis, Dinosaure, Dinotherium ; Deinocheirus, Deinococcus, Deinocroton, Deinodon, Deinogalerix, Deinonychosauria, Deinonychus, Deinopis, Deinosuchus, Deinotherium |
| dio- ; di-3                                                           | δῖος (dῖos)                                                                                                | Qui vient de Zeus, divin | Dioclès, Diodore1, Diodore2, Diogène, Diomède, Diophante, Dioscures ; Dianthus |
| dipl-, -diplo- ; diplom-                                              | διπλόος(diplόos) ; δίπλωμα (díplôma)                                                                       | Double ; quantité double, tablette, papyrus plié en deux, lettre, brevet | Diplacousie, Diplodactyle, Diplodocus, Diploïde, Anadiplose, Épanadiplose ; Diplomatie, Diplomatique, Diplôme ; voir aussi -ploïdie |
| -diplo-                                                               | διπλόος(diplόos) ; δίπλωμα (díplôma)                                                                       | Double ; quantité double, tablette, papyrus plié en deux, lettre, brevet | voir dipl- |
| diplom-                                                               | διπλόος(diplόos) ; δίπλωμα (díplôma)                                                                       | Double ; quantité double, tablette, papyrus plié en deux, lettre, brevet | voir dipl- |
| -dips(o)-                                                             | δίψα (dípsa)                                                                                               | Soif | Dipsacacée, Dipsomanie, Dipsophobie, Adipsie, Polydipsie |
| dithyramb-                                                            | διθύραμϐος (dithúrambos)                                                                                   | Dithyrambe (chant en l'honneur de Dionysos) | Dithyrambe, Dithyrambique |
| do-                                                                   | δι- (di-)(préfixe), δυ- (du-)(préfixe) ; δύο, génitif δυοῖν (dúo, duoῖn) ; δίχα (díkha) ; δίδυμος(dídumos) | bi- (préfixe français) ; deux ; en deux, séparément, excepté ; jumeau | voir di-1 |
| docim-                                                                | δοκέω (dokéô) → δοκιμή (dokimế)                                                                            | Sembler, paraître, décider → épreuve, essai, caractère éprouvé | voir dokim- |
| dodéca-                                                               | δώδεκα (dôdeka)                                                                                            | Douze | Dodécaèdre, Dodécagone, Dodécalogue, Dodécandre, Dodécane, Dodécanèse, Dodécanoïque, Dodécaphonisme, Dodécastyle, Dodécasyllabe, Dodecatheon |
| dogm- ; -dox-                                                         | δοκέω (dokéô) → δόγμα(dógma) ; δόξα(dóxa)                                                                  | Sembler, paraître, croire, décider → opinion, doctrine, décret ; opinion, avis, réputation                                                                                     | Dogmatisme, Dogme ; Doxa, Doxographie, Doxologie, Doxométrie, Eudoxe, Hétérodoxe, Orthodoxe, Paradoxe, Paradoxure |
| dokim- ; docim-                                                       | δοκέω (dokéô) → δοκιμή (dokimế)                                                                            | Sembler, paraître, décider → épreuve, essai, caractère éprouvé | Dokimasie ; Docimastique, Docimologie |
| dolich(o-                                                             | δολιχός (dolikhόs) ; δόλιχος (dόlikhos)                                                                    | Long, allongé ; long stade, haricot | Dolichocéphale, Dolichocôlon, Dolicholithe, Dolichomorphe, Dolichotis |
| -dom-, -dôme ; -dem-                                                  | δέμω (démô) → δέμας (démas) ; δῶμα (dõma) ; δόμος (dómos)                                                  | Construire, bâtir → charpente du corps, stature, taille ; maison, demeure, construction, salle, temple, famille, toit ; construction, maison, demeure, temple                  | Dôme, Isodome, Isodomon ; Eudemis |
| -doque                                                                | δοχή (dokhế)                                                                                               | Réception, festin, récipient, réservoir | Cholédoque, Diadoque, Synecdoque |
| -dor-,-dore ; -dos- ; -dote                                           | δίδωμι (dídômi) → δῶρον (dỗron) ; δόσις (dósis) ; δοτός (dotós)                                            | Donner → don, présent ; don, largesse, portion, dose, lot ; donné | Dorothée, Apollodore, Artémidore, Diodore1, Diodore2, Fructidor, Héliodore, Hérodore, Isidore, Métrodore, Messidor, Pandore, Théodore, Thermidor, Zénodore ; Dose, Dosimètre, Apodose, Overdose, Théodose ; Anecdote, Antidote, Épidote, Hérodote, Pholidote, Synecdote, Zénodote |
| dori-                                                                 | Δωριεύς (Dôrieús)                                                                                          | dorien | Dorien, Dorique |
| dory-                                                                 | δόρυ(dóru)                                                                                                 | Lance | Doryanthacée, Doryphore |
| -dos-                                                                 | δίδωμι (dídômi) → δῶρον (dỗron) ; δόσις (dósis) ; δοτός (dotós)                                            | Don, donné | voir -dor- |
| -dote                                                                 | δίδωμι (dídômi) → δῶρον (dỗron) ; δόσις (dósis) ; δοτός (dotós)                                            | Don, donné | voir -dor- |
| -dox-                                                                 | δοκέω (dokéô) → δόγμα(dógma) ; δόξα(dóxa)                                                                  | Sembler, paraître, croire, décider → opinion, doctrine, décret ; opinion, avis, réputation                                                                                     | voir dogm- |
| dracaen-                                                              | δέρκομαι (dérkomai) → δράκων, -οντος(drákôn, -ontos) ; δράκαινα (drákaina)                                 | Regarder fixement, avoir un regard étincelant → dragon ; dragon femelle | voir -drago- |
| dracon-                                                               | δέρκομαι (dérkomai) → δράκων, -οντοςdrákôn, -ontos) ; δράκαινα (drákaina)                                  | Regarder fixement, avoir un regard étincelant → dragon ; dragon femelle | voir -drago- |
| -drago- ; dracaen- ; dracon-                                          | δέρκομαι (dérkomai) → δράκων, -οντος(drákôn, -ontos) ; δράκαινα (drákaina)                                 | Regarder fixement, avoir un regard étincelant → dragon ; dragon femelle | Dragon1, Dragon2, Dragonnade, Dragonne, Dragonnier, Pendragon ; Dracaena1, Dracaena2 ; Dracon, Draconien, Draconitique |
| -dram- ; drast-                                                       | δράω (draô) → δρᾶμα (drãma) ; δραστικός (drastikós)                                                        | Agir, faire exécuter → Action ; qui agit, efficace, énergique | Dramaturgie, Drame, Chorédrame, Hiérodrame, Mélodrame, Mimodrame, Psychodrame ; Drastique |
| drast-                                                                | δράω (draô) → δρᾶμα (drãma) ; δραστικός (drastikós)                                                        | Agir, faire exécuter → Action ; qui agit, efficace, énergique | voir -dram- |
| -drée                                                                 | δρῦς(drũs) → δρυπετής (drupetếs)                                                                           | Arbre, (en particulier) chêne → qui murît sur l'arbre, qui tombe spontanément de l'arbre, mûr                                                                                  | voir drup- |
| drépan-, drepan-                                                      | δρέπω(drépô) → δρέπανον (drépanon) ; δρύπτω(drúptô)                                                        | Cueillir, recueillir → faux, faucille, serpe, sabre ; écorcher, égratigner, déchirer                                                                                           | Drepana, Drepanis, Drépanocyte, Drépanocytose, Drépanornis |
| -drom-                                                                | δραμεῖν (drameĩn) → δρόμος (drómos)                                                                        | Courir → course, trajet, trajectoire | Dromadaire, Dromaeosauridae, Dromaeosaurus, Drome, Dromie, Dromomanie, Dromon, Dromos, Dromotrope, Aérodrome, Ambidrome, Amphidrome1, Amphidrome2, Amphidromique, Anadrome1, Anadrome2, Antidromique, Astrodrome, Autodrome, Boédromion, Boulodrome, Catadrome, Cosmodrome, Cylindrome, Cynodrome, Desmodromique, Diadrome, Enchondromatose, Gallodrome, Hippodrome, Hoplitodrome, Lampadédromie, Loxodromie, Mirodrome, Motodrome, Océanodrome, Orthodromie, Pagodrome, Palindrome, Pélicandrome, Péridrome, Phyllodromica, Potamodrome, Prodrome, Psammodrome, Syndrome, Tichodrome, Vélodrome                              |
| dros-                                                                 | δρόσοςdrósos                                                                                               | Rosée | Drosera, Drosophile, Drosophyllum |
| dru-                                                                  | δρῦς(drũs) → δρυπετής (drupetếs)                                                                           | Arbre, (en particulier) chêne → qui murît sur l'arbre, qui tombe spontanément de l'arbre, mûr                                                                                  | voir drup- |
| drup- ; dru- ; -dry- ; -drée; der-2                                   | δρῦς(drũs) → δρυπετής (drupetếs)                                                                           | Arbre, (en particulier) chêne → qui murît sur l'arbre, qui tombe spontanément de l'arbre, mûr                                                                                  | Drupacé, Drupe, Drupéole ; Druide ; Dryade, Dryopithèque, Hamadryade ; Germandrée ; Der |
| -dry-                                                                 | δρῦς(drũs) → δρυπετής (drupetếs)                                                                           | Arbre, (en particulier) chêne → qui murît sur l'arbre, qui tombe spontanément de l'arbre, mûr                                                                                  | voir drup- |
| -dule, -dulie                                                         | δοῦλος (doũlos), δούλη (doúlê) ; δουλεία (douleía)                                                         | Esclave (homme), serviteur, esclave (femme), servante ; servitude, soumission                                                                                                  | Dulie, Hiérodule, Hyperdulie, Iconodule, Iconodulie, Théodule |
| -dulie                                                                | δοῦλος (doũlos), δούλη (doúlê) ; δουλεία (douleía)                                                         | Esclave (homme), serviteur, esclave (femme), servante ; servitude, soumission                                                                                                  | voir -dule |
| dy-1                                                                  | δι- (di-)(préfixe), δυ- (du-)(préfixe) ; δύο, génitif δυοῖν (dúo, duoῖn) ; δίχα (díkha) ; δίδυμος(dídumos) | bi- (préfixe français) ; deux ; en deux, séparément, excepté ; jumeau | voir di-1 |
| -dy-2                                                                 | δύω (dúô) → δυτικός (dutikós) ; ἐνδύω (endúô) ; ἐκδύω (ekdúô)                                              | S'enfoncer, plonger → qui aime plonger ; vêtir, habiller, pénétrer ; dépouiller, dévêtir                                                                                       | voir -dyte |
| -dym-1                                                                | δι- (di-)(préfixe), δυ- (du-)(préfixe) ; δύο, génitif δυοῖν (dúo, duoῖn) ; δίχα (díkha) ; δίδυμος(dídumos) | bi- (préfixe français) ; deux ; en deux, séparément, excepté ; jumeau | voir di-1 |
| dym-2                                                                 | δύω (dúô) → δυτικός (dutikós) ; ἐνδύω (endúô) ; ἐκδύω (ekdúô)                                              | S'enfoncer, plonger → qui aime plonger ; vêtir, habiller, pénétrer ; dépouiller, dévêtir                                                                                       | voir -dyte |
| -dyme1                                                                | δι- (di-)(préfixe), δυ- (du-)(préfixe) ; δύο, génitif δυοῖν (dúo, duoῖn) ; δίχα (díkha) ; δίδυμος(dídumos) | bi- (préfixe français) ; deux ; en deux, séparément, excepté ; jumeau | voir di-1 |
| -dyme2                                                                | δύω (dúô) → δυτικός (dutikós) ; ἐνδύω (endúô) ; ἐκδύω (ekdúô)                                              | S'enfoncer, plonger → qui aime plonger ; vêtir, habiller, pénétrer ; dépouiller, dévêtir                                                                                       | voir -dyte |
| -dymite                                                               | δι- (di-)(préfixe), δυ- (du-)(préfixe) ; δύο, génitif δυοῖν (dúo, duoῖn) ; δίχα (díkha) ; δίδυμος(dídumos) | bi- (préfixe français) ; deux ; en deux, séparément, excepté ; jumeau | voir di-1 |
| -dyn-                                                                 | δύναμαι (dúnamai) → δύναμις (dúnamis)                                                                      | Pouvoir, être capable, être puissant → puissance, pouvoir, force | voir -dynam- |
| -dynam- ; -dyn-                                                       | δύναμαι (dúnamai) → δύναμις (dúnamis)                                                                      | Pouvoir, être capable, être puissant → puissance, pouvoir, force | Dynamique, Dynamite, Dynamo, Dynamomètre, Aérodynamique, Aérodyne, Amplidyne, Biodynamique, Didyname, Ferrodynamique, Hydrodynamique, Magnétodynamique, Pharmacodynamique, Thermodynamique ; Dynaste, Dynastie, Dyne, Dynode, Adynaton, Aérodyne, Hétérodyne, Supradyne ; voir aussi -odyn- |
| -dys-1                                                                | δυσ- (dus-)(préfixe)                                                                                       | Difficulté, mauvais (état) (préfixe, idée de) | Dysacousie, Dyschromatopsie, Dysenterie, Dyskératose, Dyskinésie, Dyslexie, Dysmorphie, Dysmorphobie, Dysorexie, Dyspepsie, Dysphagie, Dysplasie, Dyspnée, Dysprosium, Dystocie, Dystonie, Dystopie, Dystrophie, Dysurie, Algodystrophie |
| -dys-2                                                                | δύω (dúô) → δυτικός (dutikós) ; ἐνδύω (endúô) ; ἐκδύω (ekdúô)                                              | S'enfoncer, plonger → qui aime plonger ; vêtir, habiller, pénétrer ; dépouiller, dévêtir                                                                                       | voir -dyte |
| -dys3                                                                 | δι- (di-)(préfixe), δυ- (du-)(préfixe) ; δύο, génitif δυοῖν (dúo, duoῖn) ; δίχα (díkha) ; δίδυμος(dídumos) | bi- (préfixe français) ; deux ; en deux, séparément, excepté ; jumeau | voir di-1 |
| -dyso-                                                                | δύω (dúô) → δυτικός (dutikós) ; ἐνδύω (endúô) ; ἐκδύω (ekdúô)                                              | S'enfoncer, plonger → qui aime plonger ; vêtir, habiller, pénétrer ; dépouiller, dévêtir                                                                                       | voir -dyte |
| -dyt-                                                                 | δύω (dúô) → δυτικός (dutikós) ; ἐνδύω (endúô) ; ἐκδύω (ekdúô)                                              | S'enfoncer, plonger → qui aime plonger ; vêtir, habiller, pénétrer ; dépouiller, dévêtir                                                                                       | voir -dyte |
| -dyte, -dyt- ; -dytique ; -dym-2, -dyme2 ; -dyso-, -dys-2 ; -dy-2     | δύω (dúô) → δυτικός (dutikós) ; ἐνδύω (endúô) ; ἐκδύω (ekdúô)                                              | S'enfoncer, plonger → qui aime plonger ; vêtir, habiller, pénétrer ; dépouiller, dévêtir                                                                                       | Adyton, Ammodyte, Pélodyte, Troglodyte ; Dytique, Troglodytique ; Épendyme, Endymion ; Ecdysis, Ecdysone, Ecdysozoaire, Ecdystéroïde ; Anadyomène |
| -dytique                                                              | δύω (dúô) → δυτικός (dutikós) ; ἐνδύω (endúô) ; ἐκδύω (ekdúô)                                              | S'enfoncer, plonger → qui aime plonger ; vêtir, habiller, pénétrer ; dépouiller, dévêtir                                                                                       | voir -dyte |
| dzêta                                                                 | zễta | Lettre grecque dzêta (ζ, Z) | voir zêta- |